# A-301
La A-301 es una carretera autonómica andaluza, perteneciente a la Red Básica de Articulación del Catálogo de Carreteras de la Junta de Andalucía que une La Carolina (Jaén) (A-4) con Úbeda (Jaén) (A-32).
Antiguamente la carretera pasaba por el histórico Puente Ariza sobre el río Guadalimar. Con la construcción del embalse de Giribaile el puente quedó inundado, por lo que se procedió a realizar una variante de la carretera salvando la cola del embalse con un nuevo puente. Los restos de la construcción emergen en las épocas de estío.
También pasa sobre las colas de los embalses de Guadalén y la Fernandina.
Hasta hace unos años, la A-301 contaba también con los kilómetros de la actual A-401 que une Úbeda (Jaén) (N-322) con Guadix (Granada) (A-92). Es por esto que en algunos lugares aún se pueden encontrar rótulos del tipo "A-301 La Carolina - Guadix".